# Gare de Cires-lès-Mello
Gare de Cires-lès-Mello vasútállomás Franciaországban, Cires-lès-Mello településen.

## Vasútvonalak
Az állomást az alábbi vasútvonalak érintik:
- Creil-Beauvais-vasútvonal

## Kapcsolódó állomások
A vasútállomáshoz az alábbi állomások vannak a legközelebb:
- Gare de Cramoisy
- Gare de Balagny-Saint-Épin